# Accento acuto
L'accento acuto ( ´ ) è un segno diacritico utilizzato in numerose lingue scritte moderne basate sull'alfabeto latino, cirillico e greco, ed è uno degli accenti grafici.

## Storia
Un primo precursore dell'accento acuto è stato l'apex, utilizzato negli scritti in lingua latina per marcare la quantità vocalica.
L'accento acuto compare per la prima volta con questo nome nell'ortografia del greco antico dove indicava una sillaba con un alto tono.

## L'accento acuto in varie lingue
L'accento acuto è presente in molte lingue per indicare una particolare intonazione su diverse vocali:
- lingua italiana: sulla vocale é, ó, ma anche, nelle scritture più ricercate e forti di una solida base fonetico-linguistica, sulle vocali í, ú[1]
- lingua francese: sulla vocale é
- lingua spagnola: sulle vocali á, é, í, ó, ú
- lingua catalana: sulle vocali é, í, ó, ú
- lingua olandese: utilizzato come diacritico per distinguere omografi:  één – een
- lingua galiziana
- lingua lakota
- lingua leonese
- greco moderno: sulle vocali ά, έ, ή, ί, ό, ύ, ώ
- lingua portoghese: sulle vocali á, é, í, ó, ú
- lingua danese
- lingua svedese
- lingua irlandese: sulle vocali á, é, í, ó, ú
- lingua gallese: su á, é, í, ó, ú, ẃ, ý
- lingua guaranì: sulle vocali orali á, é, í, ó, ú, ý
- lingua ungherese: indica una quantità lunga sulle vocali á, é, í, ó, ú
- lingua piemontese: sulle vocali é, ó.
- lingua ceca: indica una quantità lunga sulle vocali á, é, í, ó, ú, ý
- lingua slovacca: indica una quantità lunga sulle vocali á, é, í, ĺ ó, ŕ, ú, ý
- lingua veneta

## L'accento
L'accento acuto varia il valore della lettera sulla quale è collocata, modificandone il tono, la lunghezza e l'intensità.
Esempi di parole italiane più usate: perché, poiché, sicché.

### Apertura
L'accento indica l'apertura delle vocali e ed o in diverse lingue romanze. In francese, spagnolo ed italiano le lettere che presentano l'accento acuto sono chiuse, mentre in portoghese sono aperte.

### Intensità
In spagnolo, catalano, gallego e portoghese l'accento permette di far capire che la lettera deve essere pronunciata con maggior intensità.

### Lunghezza
L'accento acuto indica una vocale ampia in ceco, slovacco, ungherese ed irlandese.